# Modon (rivière)
Pour les articles homonymes, voir modon (homonymie).
Le Modon est une rivière française, qui coule dans les départements de l'Indre et de Loir-et-Cher, en région Centre-Val de Loire.

## Géographie
Longue de 25,6 km, elle prend sa source dans le département de l'Indre, à 169 m d'altitude, vers Écueillé. Son confluent avec le Cher, se trouve près de la commune de Couffy, dans le département de Loir-et-Cher.

## Hydrologie
Le Modon à comme affluents, les ruisseaux : Chanteclair, Saint-Fiacre et le Traîne Feuilles.

## Loisirs

### Pêche et poissons
Le cours d'eau est de première catégorie ; les poissons susceptibles d’être péchés sont : la truite fario ou la truite arc en ciel. On peut noter aussi la présence de vairons, loches franches, lamproies et chabots. Ainsi que de nombreuses écrevisses.